# Челие
Челие — деревня в восточной Хорватии, расположенная западнее Трпинья и южнее Аэропорта Осиека. Население составляет 121 человек (по состоянию на 2011 год).
7 июля 1991 в период начала войны за независимость Хорватии единицы Югославской народной армии и милиция САО Краины выгнали этническое хорватское население, которое составляло 180 человек. Это случилось после бомбардировки частей Национальной гвардии Хорватии 4 июля 1991 года, в ходе которой погибло три гвардейца. Бои шли за контроль над деревней. Через несколько дней после эвакуации сербы спалили деревню, разграбили и уничтожили дома — первый случай такого рода в войне.
11 гражданских лиц, убитых в Эрдуте в начале ноября 1991 года, были похоронены в братской могиле в Челие. С июля 2013 года один из политических лидеров сербов в Хорватии, Горан Хаджич, судимый в Гааге, был обвинён в убийствах и военных преступлениях, совершённых в 1991 году.
Деревня оставалась заброшенной до 1998 года, когда часть населения вернулась домой после Эрдутского соглашения. В том же году была найдена братская могила, в которой находились останки жертв, убитых после захвата деревни сербскими военными. До 2012 года были найдены останки ещё 32 граждан. С 2002 года проходит ежегодное шествие протяжённостью 22 километра. Оно проходит через сёла Тординци, Антин, Челие и Кородж — сёла, в которых были найдены останки 266 убитых хорватов — бойцов и гражданских лиц.
В 2011 году хорватские власти опубликовали расследование против Боро Ивановича, командующего 12-й ЮНА механизированной бригады в 1991 году, в связи с изгнанием мирного населения и уничтожением деревни.